# 本杰明·戴 (自行车运动员)
本杰明·戴（英語：Benjamin Day，1978年12月11日—），澳大利亚男子自行车运动员。他曾代表澳大利亚参加2006年英联邦运动会自行车比赛，获得男子个人计时赛银牌。